# Carlo Tommaso di Löwenstein-Wertheim-Rochefort
Carlo Tommaso di Löwenstein-Wertheim-Rochefort (Augusta, 7 marzo 1714 – Kleinheubach, 6 giugno 1789) fu dal 1735 al 1789 il terzo principe di Löwenstein-Wertheim-Rochefort.

## Famiglia
Era il maggiore dei figli maschi e secondogenito di Domenico Marquardo di Löwenstein-Wertheim-Rochefort (1690–1735) e di sua moglie Cristina Francesca Polissena (1688-1728), una delle figlie che il langravio Carlo d'Assia-Wanfried aveva avuto dalla sua seconda moglie, la contessa Giuliana Alessandrina di Leiningen-Dagsburg.
Il 7 luglio 1736 a Vienna sposò la principessa Maria Carlotta di Holstein-Wiesenburg (1718–1765). La loro unica figlia Leopoldina (1739 - 1765) sposò nel 1761 suo cugino, il principe Carlo Alberto II di Hohenlohe-Waldenburg-Schillingsfürst (1742-1796). Dopo la morte della sua prima moglie, sposò morganaticamente il 4 febbraio 1770 Maria Josepha von Stipplin (1735-1799). Da questo matrimonio non nacquero figli.

## Studi
Studiò a Praga e a Parigi. Dal 1735 fu membro corrispondente dell'Académie française e nella sua vita possedette una vasta biblioteca.

## Carriera militare
Divenne tenente generale palatino il 4 maggio 1758, e il 31 dicembre 1769, un luogotenente feldmaresciallo imperiale.

## Regno

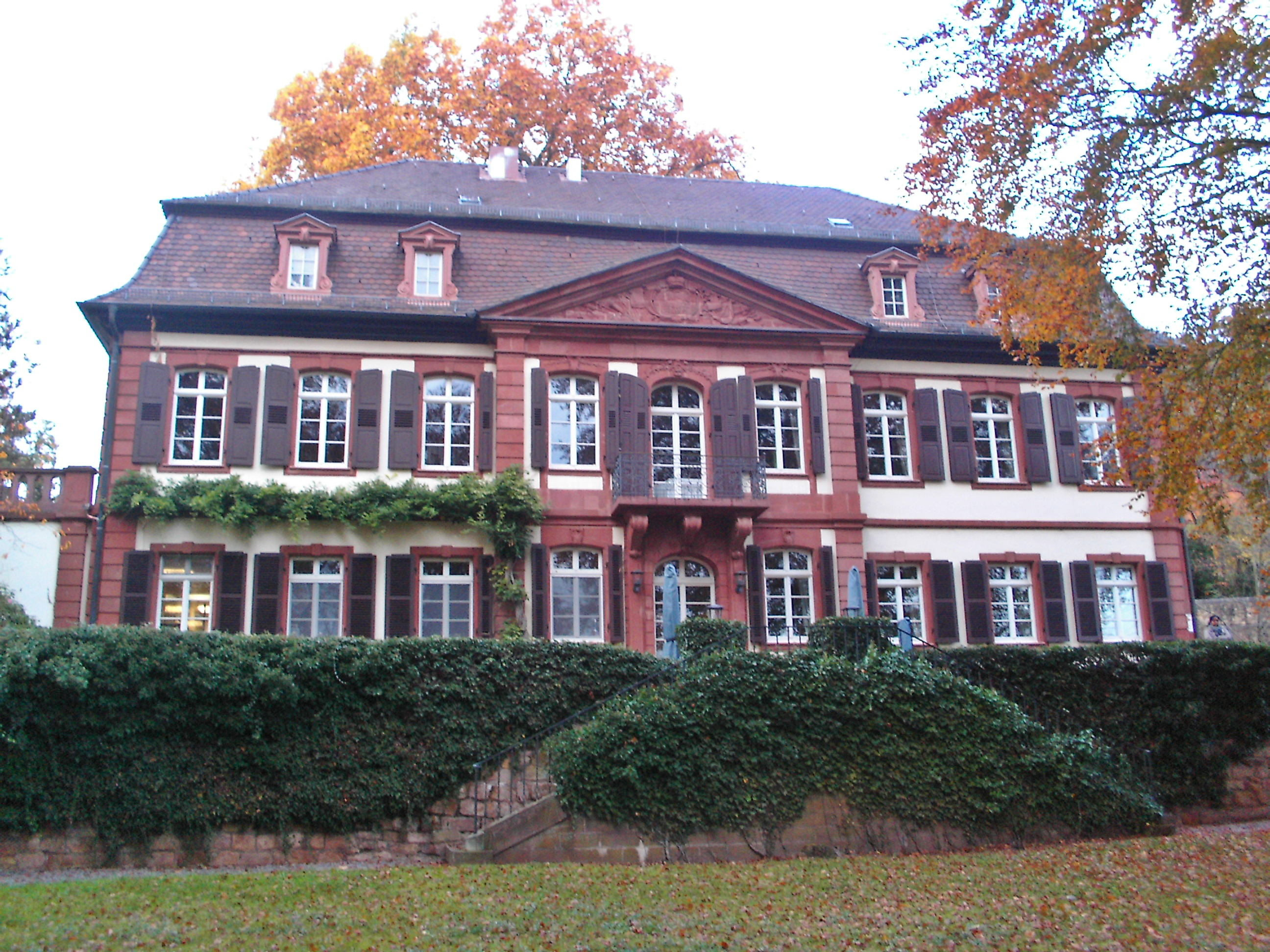
Schloss Löwensteiner, in Albersweiler-St. Johann

## Successore
Dopo oltre cinquant'anni di regno come principe regnante e senza eredi maschi legittimi, gli succedette alla sua morte suo nipote, Domenico Costantino (1762-1814), figlio di suo fratello minore il principe Teodoro Alessandro di Löwenstein-Wertheim-Rochefort (1722-1780).

## Ascendenza
|                                                             |                                    |                                                    | Genitori                                                 |  |  | Nonni |  |  | Bisnonni                                               |  |  | Trisnonni                                               |  |
|                                                             |                                    |                                                    |                                                          |  |  |       |  |  | Ferdinand Karl, conte di Löwenstein-Wertheim-Rochefort |  |  | Johann Dietrich, conte di Löwenstein-Wertheim-Rochefort |  |
|                                                             |                                    |                                                    |                                                          |  |  |       |  |  | Ferdinand Karl, conte di Löwenstein-Wertheim-Rochefort |  |  | Johann Dietrich, conte di Löwenstein-Wertheim-Rochefort |  |
|                                                             |                                    | Josine von der Marck                               |                                                          |  |  |       |  |  | Ferdinand Karl, conte di Löwenstein-Wertheim-Rochefort |  |  |                                                         |  |
| Maximilian Karl, principe di Löwenstein-Wertheim-Rochefort  |                                    |                                                    |                                                          |  |  |       |  |  | Ferdinand Karl, conte di Löwenstein-Wertheim-Rochefort |  |  |                                                         |  |
|                                                             |                                    | Anna Maria von Fürstenberg-Heiligenberg            | Egon VIII, conte di Fürstenberg-Heiligenberg             |  |  |       |  |  |                                                        |  |  |                                                         |  |
|                                                             |                                    | Anna Maria von Fürstenberg-Heiligenberg            | Egon VIII, conte di Fürstenberg-Heiligenberg             |  |  |       |  |  |                                                        |  |  |                                                         |  |
|                                                             |                                    | Anna Maria von Fürstenberg-Heiligenberg            | Anna Maria von Hohenzollern-Hechingen                    |  |  |       |  |  |                                                        |  |  |                                                         |  |
| Dominik Marquard, principe di Löwenstein-Wertheim-Rochefort |                                    | Anna Maria von Fürstenberg-Heiligenberg            |                                                          |  |  |       |  |  |                                                        |  |  |                                                         |  |
|                                                             |                                    | Mathias Khuen, conte di Lichtenberg und Belasi     | Jakob Khuen von Belasi, conte di Lichtenberg und Gandegg |  |  |       |  |  |                                                        |  |  |                                                         |  |
|                                                             |                                    | Mathias Khuen, conte di Lichtenberg und Belasi     | Jakob Khuen von Belasi, conte di Lichtenberg und Gandegg |  |  |       |  |  |                                                        |  |  |                                                         |  |
|                                                             |                                    | Mathias Khuen, conte di Lichtenberg und Belasi     | Siguna Margaretha, baronessa di Annenberg                |  |  |       |  |  |                                                        |  |  |                                                         |  |
| Polyxena Maria Khuen von Lichtenberg und Belasi             |                                    | Mathias Khuen, conte di Lichtenberg und Belasi     |                                                          |  |  |       |  |  |                                                        |  |  |                                                         |  |
|                                                             |                                    | Anna Susanna Apollonia von Meggau                  | Ferdinand Helfrich Balthasar, conte di Meggau            |  |  |       |  |  |                                                        |  |  |                                                         |  |
|                                                             |                                    | Anna Susanna Apollonia von Meggau                  | Ferdinand Helfrich Balthasar, conte di Meggau            |  |  |       |  |  |                                                        |  |  |                                                         |  |
|                                                             |                                    | Anna Susanna Apollonia von Meggau                  | Esther von Sulz                                          |  |  |       |  |  |                                                        |  |  |                                                         |  |
| Karl Thomas, principe di Löwenstein-Wertheim-Rochefort      |                                    | Anna Susanna Apollonia von Meggau                  |                                                          |  |  |       |  |  |                                                        |  |  |                                                         |  |
|                                                             | Ernst, langravio d'Assia-Rheinfels | Moritz, langravio d'Assia-Kassel                   |                                                          |  |  |       |  |  |                                                        |  |  |                                                         |  |
|                                                             | Ernst, langravio d'Assia-Rheinfels | Moritz, langravio d'Assia-Kassel                   |                                                          |  |  |       |  |  |                                                        |  |  |                                                         |  |
|                                                             | Ernst, langravio d'Assia-Rheinfels | Juliane von Nassau-Dillenburg                      |                                                          |  |  |       |  |  |                                                        |  |  |                                                         |  |
| Karl, langravio d'Assia-Wanfried                            | Ernst, langravio d'Assia-Rheinfels |                                                    |                                                          |  |  |       |  |  |                                                        |  |  |                                                         |  |
|                                                             |                                    | Maria Eleonore von Solms-Hohensolms                | Philipp Reinhard I, conte di Solms-Hohensolms            |  |  |       |  |  |                                                        |  |  |                                                         |  |
|                                                             |                                    | Maria Eleonore von Solms-Hohensolms                | Philipp Reinhard I, conte di Solms-Hohensolms            |  |  |       |  |  |                                                        |  |  |                                                         |  |
|                                                             |                                    | Maria Eleonore von Solms-Hohensolms                | Elisabeth zu Wied                                        |  |  |       |  |  |                                                        |  |  |                                                         |  |
| Christina Francisca von Hessen-Wanfried                     |                                    | Maria Eleonore von Solms-Hohensolms                |                                                          |  |  |       |  |  |                                                        |  |  |                                                         |  |
|                                                             |                                    | Emich XIII, conte di Leiningen-Dagsburg-Falkenburg | Johann Ludwig, conte di Leiningen-Dagsburg-Heidesheim    |  |  |       |  |  |                                                        |  |  |                                                         |  |
|                                                             |                                    | Emich XIII, conte di Leiningen-Dagsburg-Falkenburg | Johann Ludwig, conte di Leiningen-Dagsburg-Heidesheim    |  |  |       |  |  |                                                        |  |  |                                                         |  |
|                                                             |                                    | Emich XIII, conte di Leiningen-Dagsburg-Falkenburg | Maria Barbara von Sulz                                   |  |  |       |  |  |                                                        |  |  |                                                         |  |
| Alexandrine Juliane von Leiningen-Dagsburg                  |                                    | Emich XIII, conte di Leiningen-Dagsburg-Falkenburg |                                                          |  |  |       |  |  |                                                        |  |  |                                                         |  |
|                                                             |                                    | Dorothea von Waldeck                               | Christian, conte di Waldeck-Wildungen                    |  |  |       |  |  |                                                        |  |  |                                                         |  |
|                                                             |                                    | Dorothea von Waldeck                               | Christian, conte di Waldeck-Wildungen                    |  |  |       |  |  |                                                        |  |  |                                                         |  |
|                                                             |                                    | Dorothea von Waldeck                               | Elisabeth von Nassau-Siegen                              |  |  |       |  |  |                                                        |  |  |                                                         |  |
|                                                             |                                    | Dorothea von Waldeck                               |                                                          |  |  |       |  |  |                                                        |  |  |                                                         |  |